# Rubus glossoides
Rubus glossoides är en rosväxtart som beskrevs av Heinrich E. Weber och G. Stohr. Rubus glossoides ingår i släktet rubusar, och familjen rosväxter. Inga underarter finns listade i Catalogue of Life.